# 山賊王
『山賊王』（さんぞくおう）は、沢田ひろふみによる少年漫画。講談社の『マガジンGREAT』および『マガジンイーノ』（連載中に誌名変更）において2000年から2009年にかけて連載された。単行本は全13巻。

## 概要
時は鎌倉時代末期。反逆による罪で、腐敗政治を行う鎌倉幕府執権・北条高時に愛する父が処刑され、悪党・楠木正成の下で仇討ちの機会を狙う樹長門。先祖代々伝わる伝説の剣を持ち、一国をも動かすと言われた身体に星型のアザを持つ6人が中心となって戦う。鎌倉政権を倒幕して建武の新政が始まった時点で物語は終了しており、その3年後よりの南北朝の動乱は描かれないまま完結した。

## 登場人物
樹長門
主人公。甲斐の国の農民の育ち。10歳の時まで父直茂と共に暮らしていた。樹家は元寇で活躍した御家人の家柄で、形見である刀「ダマスカスの剣」は祖父の樹長茂が元寇の際に混じっていたイスラム兵を倒して手に入れ、それを日本刀の形状に打ち直したもの。しかし元寇の後、恩賞をもらえず幕府に逆らい祖父や父の兄達は殺され、当時父を身篭っていた祖母のみが難を逃れ甲斐に落ち延びた。
父が幕府への反逆罪（6つの星の中心であると思われていた）に問われて鎌倉に連行され処刑された時から長門の運命が一転する。蔵にあった樹家の刀で鎌倉まで行き、鷹狩り中の高時殺害を試みるも御家人達に阻まれ失敗、その後同じく高時殺害を計画していたナツメに救われ悪党楠木正成と出会い、故郷を離れ彼等と共に生活する。6つの星の中心であり、他の5人を鎌倉幕府倒幕に導く。
幼い頃から作戦を考えられるなど頭が良く正成の元で兵法を学び、その作戦で窮地を救っていく。武芸の腕もかなりもの。真面目で女性にあまり興味を示さない。
1333年の護良親王高野山脱出の時点で17歳。
小夜叉
長門と同じ年の親友、ナツメの弟。お調子者で女好き。長門の旅にもよく同行し、共に作戦を実行するパートナー的存在。
「がびちょん」が口癖だが、それが足利高氏の息子である千寿丸が気に入り、それ以降は彼の子守り役となりつつある。
ナツメ
小夜叉の姉で山の民である「楠の民」の一員。仲間達と共に高時の暗殺を試みたが長門の乱入もあり失敗。力尽きた長門を救い、その後北条一族の地頭、北条黒滝の暗殺作戦を長門と共に実行する。その後長門と離れていたが、後醍醐天皇を隠岐から脱出させる作戦の際に8年ぶりに行動を共にする。

### 五行の星
楠木正成
河内の悪党。
足利高氏
鎌倉幕府有力御家人の一人。最終話で正成、円心、大塔宮の星が消えるなかで自分だけ星が消えないことに苦悩している。
新田義貞
上野国の新田荘を治める御家人で弓の名手。序盤では高氏と共に北条高時に近侍していた。高氏同様に星が消えた描写がない。
赤松円心
播磨の悪党。
大塔宮尊雲
後醍醐天皇の皇子。

### 鎌倉幕府
北条高時
本作の最大の敵。